# Skilling (företag)
Skilling är ett skandinaviskt fintech-företag som specialiserar sig på e-handel och grundades 2016.

## Företagets historia
Skilling grundades 2016 av Henrik Persson Ekdahl, Andre Lavold och Mikael Riese Harstad, med stöd av Optimizer Invest. Bolaget lanserade officiellt sin egenutvecklade plattform 2019. År 2020 hade plattformen utökats till över 15 språk. 
I ett tidigt skede säkrade företaget finansiering från Optimizer Invest. Skilling samlade också in 15 miljoner euro från skandinaviska investerare. Företaget agerade som Back of Shirt Sponsor för Fulham FC under säsongen 2019-2020.
Världsmästaren i schack Magnus Carlsen var Skillings globala varumärkesambassadör under 2021.
Företaget samarbetade med Aston Villa under säsongen 2020-21. I början av 2022 samlade de in 10 miljoner euro i nytt kapital, vilket på ett år ökade värderingen med nästan 50 %.
I december 2023 tog Jon Squires, som tidigare var koncernchef för Capital.com, över som koncernchef. Michael Kamerman har fått en ny roll i koncernen som VD för regionen Amerika. Jon Squires är Skillings VD och Fiona Soler är CFO.